# Keely Medeiros
Keely Christinne Pinho Rodrigues Medeiros (* 30. April 1987 in Luziânia) ist eine brasilianische Leichtathletin, die sich auf das Kugelstoßen spezialisiert hat.

## Sportliche Laufbahn
Erste internationale Erfahrungen sammelte Keely Medeiros im Jahr 2005, als sie bei den Juniorensüdamerikameisterschaften in Rosario mit einer Weite von 14,33 m die Silbermedaille im Kugelstoßen gewann und mit 44,97 m auch Silber im Diskuswurf gewann. Im Jahr darauf erreichte sie bei den Juniorenweltmeisterschaften in Peking mit 14,68 m Rang elf im Kugelstoßen und siegte daraufhin mit 15,08 m bei den Spielen der Lusophony in Macau. Daraufhin gewann sie bei den U23-Südamerikameisterschaften, die im Zuge der Südamerikaspiele in Buenos Aires stattfanden, mit 14,57 m die Bronzemedaille im Kugelstoßen hinter der Chilenin Natalia Duco und Ahymará Espinoza aus Venezuela. Zudem belegte sie mit 42,69 m den sechsten Platz im Diskuswurf. Nach einem Studium in den Vereinigten Staaten nahm sie 2011 an den Panamerikanischen Spielen in Guadalajara teil, brachte dort aber keinen gültigen Versuch zustande. 2013 belegte sie mit 16,86 m den fünften Platz bei den Südamerikameisterschaften in Cartagena und 2014 wurde sie mit 17,02 m Vierte bei den Südamerikaspielen in Santiago de Chile. Im August gewann sie mit 16,95 m die Bronzemedaille bei den Ibero-Amerikanischen Meisterschaften in São Paulo hinter der Chilenin Natalia Ducó und Sandra Lemos aus Kolumbien. Zudem wurde sie beim Panamerikanischen Sportfestival in Mexiko-Stadt mit 16,18 m Sechste. 
2015 startete sie bei den Weltmeisterschaften in Peking, verpasste dort aber mit 15,17 m den Finaleinzug. Im Jahr darauf belegte sie bei den Ibero-Amerikanischen Meisterschaften in Rio de Janeiro mit 17,25 m den fünften Platz und 2018 gewann sie bei den Ibero-Amerikanischen Meisterschaften in Trujillo mit 16,64 m die Silbermedaille hinter ihrer Landsfrau Geisa Arcanjo. Im Jahr darauf wurde sie bei den Südamerikameisterschaften in Lima mit 16,66 m Fünfte und 2021 erreichte sie bei den Südamerikameisterschaften in Guayaquil mit 16,58 m Rang vier. 
2014 wurde Medeiros brasilianische Meisterin im Kugelstoßen.

## Persönliche Bestleistungen
- Kugelstoßen: 17,58 m, 12. Oktober 2014 in São Paulo
  - Kugelstoßen (Halle): 16,98 m, 25. Februar 2012 in Lexington
- Diskuswurf: 54,91 m, 29. April 2011 in Des Moines